# Orychophragmus
Orychophragmus es un género de plantas con flores de la familia Brassicaceae. Comprende 8 especies descritas y de estas, solo 3 aceptadas.

## Taxonomía
El género fue descrito por Alexander von Bunge y publicado en Enumeratio Plantarum, quas in China Boreali 7. 1833.

## Especies aceptadas
A continuación se brinda un listado de las especies del género Orychophragmus aceptadas hasta julio de 2014, ordenadas alfabéticamente. Para cada una se indica el nombre binomial seguido del autor, abreviado según las convenciones y usos.
- Orychophragmus limprichtianus (Pax) Al-Shehbaz & G. Yang	(syn, Alliaria grandifolia C X An[3][4])
- Orychophragmus violaceus (L.) O.E. Schulz
- Orychophragmus ziguiensis Z.E. Zhao & J.Q. Wu